# A.C.E (группа)
A.C.E (кор. 에이스; сокращение от Adventure Calling Emotions — «Приключение, вызывающее эмоции», кор. 모험을 불러일으키는 감정들) — южнокорейский бойз-бенд, сформированный в 2017 году компанией Beat Interactive. Группа состоит из пяти человек: Джуна, Донхуна, Вау, Бёнквана и Чана. Группа привлекла внимание своими каверами на YouTube таких групп, как BTS и BLACKPINK до официального дебюта, который состоялся 23 мая 2017 года с синглом «Cactus».

## История

### Пре-дебют
Джун несколько месяцев стажировался в Jellyfish Entertainment вместе с VIXX, а затем перешел в CJ E&M. Он появился на Mnet’s «I Can See Your Voice» как двойник Kangta. Донхун соревновался на Superstar K5 до того, как стать стажером в CJ E&M, а позже так же появился на I Can See Your Voice, выиграв эпизод и получив высокую оценку от JB из Got7. Вау тренировался в YG Entertainment вместе с WINNER, а затем перешел в CJ E&M, где встретился с Джуном и Донхуном. Все трое были стажерами вместе с актером Ким Минджэ. Бёнкван участвовал в первом сезоне K-pop Star, но выбыл во время последнего раунда кастинга. В 2014 году Бёнкван занял первое место на прослушивании в JYP Entertainment, где он потом и стажировался, позже встретившись там с Чаном. В школьные годы Чан был членом танцевальных команд Alive87 и Valentine Crew, специализировавшись на поппинге.
После того, как Джун, Донхун и Вау узнали о том, что CJ E&M не имеет ближайших планов дебютировать новую группу, они решили уйти из агентства после многих лет стажировки. Ким Хеим, которая работала продюсером группы Джуна, Донхуна и Вау в CJ E&M, также покинула компанию, чтобы основать свое агентство Beat Interactive, к которому и присоединились будущие участники A.C.E. Примерно в то же время Бёнкван и Чан ушли из JYP Entertainment. Певица AG Сонын, которая была тренером по вокалу у всех пяти участников A.C.E, порекомендовала Бёнквана и Чана в Beat Interactive, куда они и присоединились.
Участники A.C.E появлялись во многих видео на YouTube канале 1 Million Dance Studio. Начиная с 2016 года, группа начала размещать на своем официальном YouTube канале official A.C.E каверы, завоевывая популярность среди международного сообщества любителей k-pop. Их первое видео — танцевальный кавер на BTS — «Dope» и «I Need U», которые они исполнили на улицах Хондэ, в настоящее время имеет более четырех миллионов просмотров.

### 2017 — настоящее время: дебют и шоу на выживание

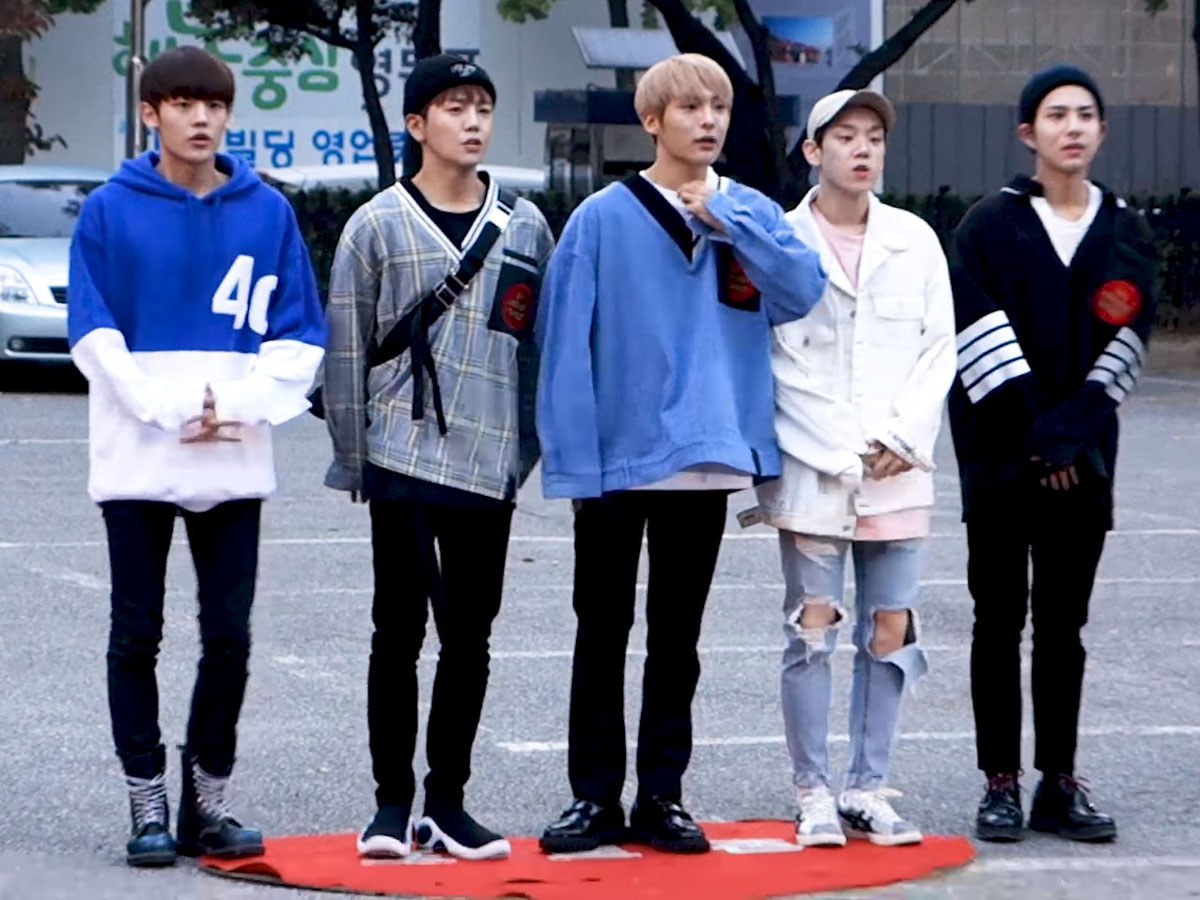
A.C.E в 2017 году

23 мая 2017 года A.C.E выпустили свой дебютный сингл Cactus, песню жанра hardstyle, созданную Zoobeater Sound Архивная копия от 21 апреля 2019 на Wayback Machine. Они официально дебютировали на музыкальной программе The Show в тот же день. Текст песни основан на историях жизни участников до их дебюта. Группа привлекла много внимания тем, что участники выступали в коротких шортах на музыкальных шоу, вызвав в том числе и незначительную негативную реакцию от южнокорейских зрителей. 8 сентября 2017 года A.C.E выпустили англоязычную версию Cactus в сотрудничестве с LG G6, песня была подарком иностранным фанатам.
A.C.E выпустили свой второй сингл «Callin'» 19 октября 2017 года.
В октябре 2017 года участники Донхун, Вау и Ким Бёнкван  приняли участие в шоу JTBC «Mix Nine». В финале шоу Ким Бёнкван и Донхун заняли 4-е и 8-е места соответственно, заработав им место в дебютном составе мужской команды, а Вау — 11-е. Мужская команда позже выиграла соревнование, получив счет 8,114 и заработав им шанс на дебют. В то же время Джун и Чан приняли участие в шоу от KBS The Unit. 10 февраля 2018 года Чан занял девятое и последнее место в дебютной группе в финале The Unit, в то время как Джун выбыл, заняв 21-е место перед финальным раундом.
15 марта 2018 года группа выпустила специальный сингл под названием «5TAR (Incompletion)», песня стала подарком для фанатов после короткого перерыва из-за присоединения к The Unit и MixNine. Джун и Донхун приняли участие в написании текста этой песни, которая призвана принести облегчение людям, испытывающим различные психологические проблемы.
7 апреля 2018 года Чан официально дебютировал во временной группе UNB на You Hee-yeol’s Sketchbook.
2 мая 2018 года было объявлено, что дебют TOP9 от Mix Nine, включая Ким Бёнквана и Ли Донхуна, был отменен. После отмены было объявлено, что A.C.E, за исключением Чана, вернется с переизданным мини-альбомом 7 июня.
7 июня 2018 года A.C.E выпустили переизданный альбом A.C.E Adventures in Wonderland с заглавным треком «Take Me Higher». Это песня среднего темпа, смешивающая в себе электронный поп и акустические музыкальные инструменты, дополненные поп/R&B мелодией. Текст выражает эмоции мужчины, который чувствует себя как в фэнтезийном мире, когда он влюблен. Участник Вау стал соавтором песни, написав для неё рэп партию.

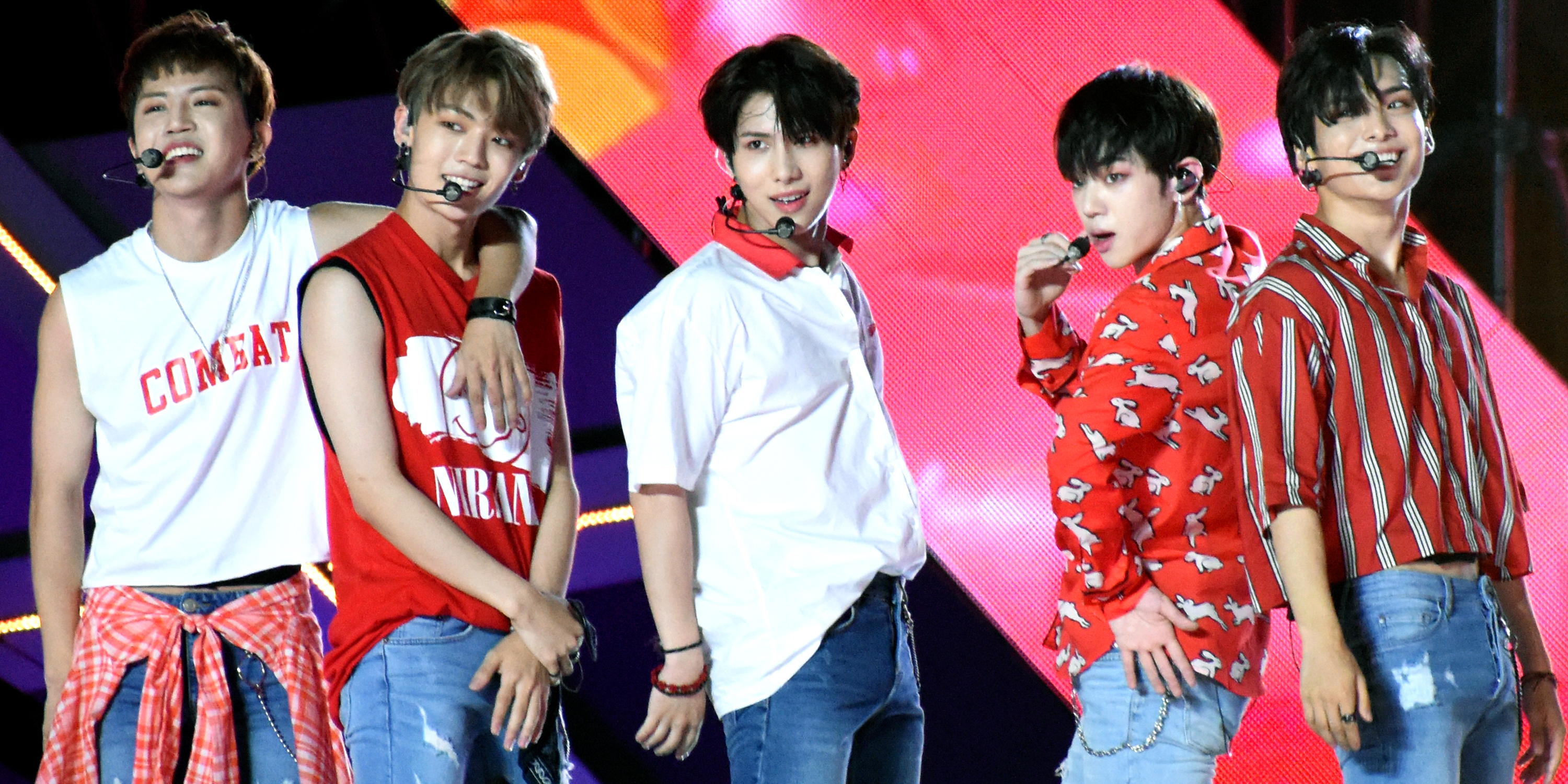
A.C.E в 2018 году

2 августа 2018 A.C.E впервые выступают с Take Me Higher в полном составе на Korean Music Festival, что знаменует частичное возвращение Чана к участию в активности A.C.E. Официально же его контракт UNB закончился в январе 2019 года, после финальных концертов в Японии.
A.C.E выпустили свой второй мини-альбом под названием Under Cover 17 мая 2019 года. Это также ознаменовало выпуск их музыкального видео для заглавного трека «Under Cover». Песня смешивает в себе хип-хоп и рок жанры, текст отражает сильное желание группы заполучить себе новых фанатов и укрепить узы с уже существующим фандомом.
27 июля 2020 года был выпущен клип на лирическую песню 편지를 써 (Stand by you)

## Участники
| Сценический псевдоним | Сценический псевдоним | Сценический псевдоним | Настоящее имя | Настоящее имя | Дата рождения | Место Рождения       | Позиция в группе                         |
| Русский               | Английский            | Корейский             | Русский       | Хангыль       | Дата рождения | Место Рождения       | Позиция в группе                         |
| --------------------- | --------------------- | --------------------- | ------------- | ------------- | ------------- | -------------------- | ---------------------------------------- |
| Джун                  | Jun                   | 준                    | Пак Джун Хи   | 박준희        | 02.06.1994    | Cунчхон, Южная Корея | Лидер, ведущий вокалист, ведущий танцор. |
| Донхун                | Donghun               | 동훈                  | Ли Дон Хун    | 이동훈        | 28.02.1993    | Конджy, Южная Корея  | Главный вокалист                         |
| Вау                   | Wow                   | 와우                  | Ким Сэ Юн     | 김세윤        | 15.05.1993    | Кванджу, Южная Корея | Главный танцор, рэпер, вокалист          |
| Бёнкван               | Byeongkwan            | 병관                  | Ким Бён Кван  | 김병관        | 13.08.1996    | Сеул, Южная Корея    | Главный танцор, вокалист, рэппер         |
| Чан                   | Chan                  | 찬                    | Кан Ю Чан     | 강유찬        | 31.12.1997    | Чеджу, Южная Корея   | Главный вокалист, макнэ                  |

## Дискография

### Мини-альбомы
| Название                                                                     | Детали альбома                                                                     | Пиковые позиции | Пиковые позиции | Продажи       |
| Название                                                                     | Детали альбома                                                                     | KOR             | US World        | Продажи       |
| ---------------------------------------------------------------------------- | ---------------------------------------------------------------------------------- | --------------- | --------------- | ------------- |
| A.C.E Adventures in Wonderland                                               | - Релиз: 7 июня, 2018 - Лэйбл: Beat Interactive - Формат: CD, digital download     | 6               | —               | - KOR: 19,984 |
| Under Cover                                                                  | - Релиз: 17 мая, 2019 - Лэйбл: Beat Interactive - Формат: CD, digital download     | 8               | 9               | - KOR: 28,530 |
| Under Cover: The Mad Squad                                                   | - Релиз: 29 Октябрь, 2019 - Лэйбл: Beat Interactive - Формат: CD, digital download | TBA             | TBA             | TBA           |
| «—» denotes releases that did not chart or were not released in that region. |                                                                                    |                 |                 |               |

### Синглы
| Название                                                                     | Год       | Пиковые позиции | Пиковые позиции | Пиковые позиции | Продажи       | Альбом                         |
| Название                                                                     | Год       | KOR             | KOR             | USWorld         | Продажи       | Альбом                         |
| Название                                                                     | Год       | Digital         | Album           | USWorld         | Продажи       | Альбом                         |
| Корейские                                                                    | Корейские | Корейские       | Корейские       | Корейские       | Корейские     | Корейские                      |
| ---------------------------------------------------------------------------- | --------- | --------------- | --------------- | --------------- | ------------- | ------------------------------ |
| «Cactus» (선인장)                                                            | 2017      | —               | 24              | 21              | - KOR: 900    | A.C.E Adventures in Wonderland |
| «Callin'»                                                                    | 2017      | —               | 28              | —               | - KOR: 1,000  | A.C.E Adventures in Wonderland |
| «5TAR (Incompletion)»                                                        | 2018      | —               | —               | —               |               | A.C.E Adventures in Wonderland |
| «Take Me Higher»                                                             | 2018      | —               | 6               | 15              | - KOR: 19,984 | A.C.E Adventures in Wonderland |
| «Under Cover»                                                                | 2019      | —               | 8               | 23              | - KOR: 28,530 | Under Cover                    |
| «Savage» (삐딱선)                                                            | 2019      | TBA             | TBA             | TBA             | TBA           | Under Cover: The Mad Squad     |
| «Stand by you» (편지를 써)                                                   | 2020      |                 |                 |                 |               |                                |
| Японские                                                                     |           |                 |                 |                 |               |                                |
| «All I Want Is You»                                                          | 2019      | —               | —               | —               |               | All I Want Is You              |
| «—» denotes releases that did not chart or were not released in that region. |           |                 |                 |                 |               |                                |

### Collaborations
| Год  | Песня                      | Исполнитель                                      |
| ---- | -------------------------- | ------------------------------------------------ |
| 2018 | «I Feel So Lucky»          | Hcue feat. A.C.E                                 |
| 2020 | First Love                 | Hong Chang Woo feat. A.C.E (Jun, Donghun & Chan) |
| 2021 | Fav Boyz [Gold Star Remix] | A.C.E, Steve Aoki's (feat. Thutmose)             |

### Саундтреки
| Название                                                                     | Год  | Пиковые позиции | Продажи | Альбом                     |
| Название                                                                     | Год  | KOR             | Продажи | Альбом                     |
| ---------------------------------------------------------------------------- | ---- | --------------- | ------- | -------------------------- |
| «Maybe» (어쩌면)                                                             | 2018 | —               | —       | My healing love OST Part.2 |
| «—» denotes releases that did not chart or were not released in that region. |      |                 |         |                            |

## Фильмография
- Hello, My Twenties! 2 (Камео)

## Концерты и туры
- A.C.E Global Fan-Con 'Sweet Fantasy' (2018)
- A.C.E World Tour [To Be An ACE] (2018—2019)
- UNDER COVER : Area No.1 Korea (2019)
- UNDER COVER : Area in Canada (2019)

## Награды и номинации
| Год  | Церемония                    | Категория                      | Результат | Источник |
| ---- | ---------------------------- | ------------------------------ | --------- | -------- |
| 2017 | SBS PopAsia Awards           | Rookie of the Year             | Победа    | [ 16 ]   |
| 2018 | StarHub Night of Stars       | Best Newcomer Award            | Победа    | [ 17 ]   |
| 2019 | The Fact Music Awards        | Rising Star Award              | Победа    | [ 18 ]   |
| 2019 | Soribada Best K-Music Awards | Next Artist Award              | Победа    | [ 19 ]   |
| 2021 | APAN Music Awards            | APAN Choice Global Hallyu Star | Победа    |          |